# صبير أشعر
صبير أشعر (الاسم العلمي:Opuntia pilifera) هو نوع من النباتات يتبع جنس الصبير من الفصيلة الصبارية.